# Irmeroth
Irmeroth ist ein Weiler in der Ortsgemeinde Buchholz (Westerwald) im Landkreis Neuwied in Rheinland-Pfalz. Der Ort gehört der Verbandsgemeinde Asbach an und war bis zum 16. März 1974 ein Ortsteil der bis dahin eigenständigen Gemeinde Griesenbach.

## Lage
Irmeroth liegt im Niederwesterwald, rund einen Kilometer von der Grenze zu Nordrhein-Westfalen entfernt und fünf Kilometer nördlich von Asbach. Umliegende Ortschaften sind das in Nordrhein-Westfalen liegende Meisenbach im Nordosten, Vierwinden im Osten, Griesenbach im Südosten, Oberscheid im Süden, Mendt im Westen und das wieder nordrhein-westfälische Eichholz im Nordwesten. Nördlich von Irmeroth liegt der Irmerother Bach, der Oberlauf des Hanfbachs.

## Geschichte
Irmeroth gehörte bis 1803 zum Kurfürstentum Köln und wurde nach dem Reichsdeputationshauptschluss an die Fürsten zu Wied-Runkel übereignet. Diese mussten den Ort nach der Gründung des Rheinbundes im Jahr 1806 an das Herzogtum Nassau abtreten. Die Siedlung Irmeroth gehörte seit jeher zur Honnschaft Griesenbach, die zur nassauischen Zeit vom Amt Altenwied verwaltet wurde. Nach den Beschlüssen vom Wiener Kongress gehörte das gesamte Rheinland und somit auch Irmeroth ab 1815 zum Königreich Preußen. Dort gehörte die Ortschaft zum Kreis Neuwied.
1817 schloss sich die Honnschaft Griesenbach der Bürgermeisterei Asbach im Regierungsbezirk Koblenz der preußischen Provinz Großherzogtum Niederrhein an. Die Honnschaft Griesenbach wurde später in eine Landgemeinde umgewandelt. Im Jahr 1820 hatte Irmeroth 19 Einwohner. Die Provinz Großherzogtum Niederrhein ging 1822 in der neuen Rheinprovinz auf. Bei der Volkszählung am 1. Dezember 1871 gab es im Weiler Irmeroth sieben Gehöfte, der Ort hatte 36 Einwohner. 1927 wurde die Bürgermeisterei Asbach in Amt Asbach umbenannt. Nach dem Ende des Zweiten Weltkrieges wurde Irmeroth Teil der Französischen Besatzungszone, aus deren Teil der ehemaligen Rheinprovinz im Jahr 1946 das Bundesland Rheinland-Pfalz gebildet wurde.
Am 1. Oktober 1968 entstand aus dem bisherigen Amt Asbach die Verbandsgemeinde Asbach. Die Gemeinde Griesenbach fusionierte am 16. März 1974 mit der Gemeinde Krautscheid und einem Teil der Gemeinde Elsaff zu der neuen Gemeinde Buchholz (Westerwald), zu der Irmeroth seitdem gehört.